# USS San Juan (SSN-751)

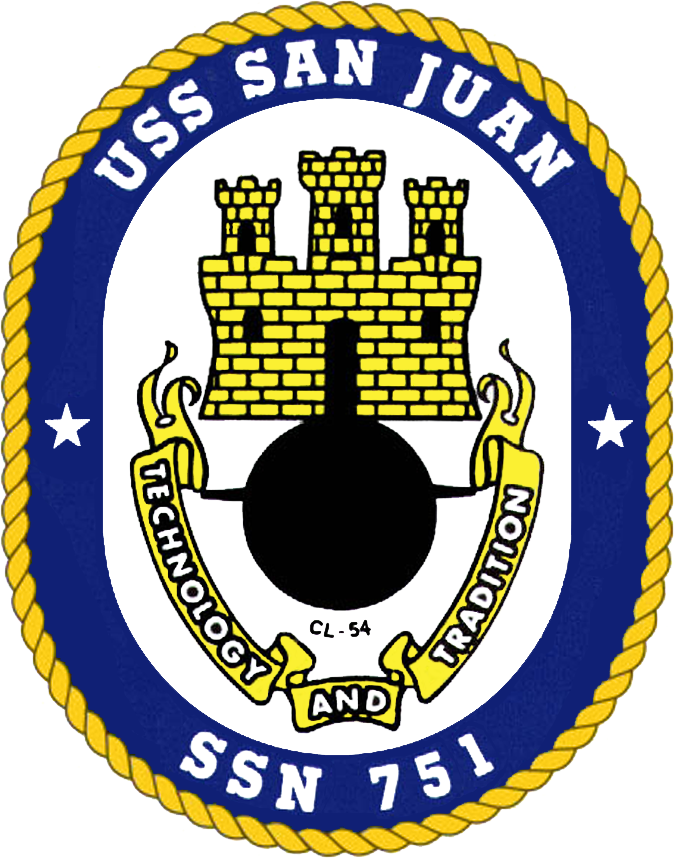
Емблема човна

| «Сан-Хуан»                 | «Сан-Хуан»                                                             | «Сан-Хуан»                                                             |
| -------------------------- | ---------------------------------------------------------------------- | ---------------------------------------------------------------------- |
| USS San Juan (SSN-751)     |                                                                        |                                                                        |
|                            |                                                                        |                                                                        |
|                            |                                                                        |                                                                        |
| Порт приписки              | Гротон, штат Коннектикут                                               | Гротон, штат Коннектикут                                               |
| Спуск на воду              | 6 грудня 1986 року                                                     | 6 грудня 1986 року                                                     |
| Сучасний статус            | В активній службі                                                      | В активній службі                                                      |
| Проєкт                     |                                                                        |                                                                        |
| Класифікація НАТО          | Los Angeles class                                                      | Los Angeles class                                                      |
| Основні характеристики     |                                                                        |                                                                        |
| Швидкість (надводна)       | 20 вузлів                                                              | 20 вузлів                                                              |
| Швидкість (підводна)       | більше 20 вузлів                                                       | більше 20 вузлів                                                       |
| Робоча глибина занурення   | до 280 метрів                                                          | до 280 метрів                                                          |
| Гранична глибина занурення | 450 метрів                                                             | 450 метрів                                                             |
| Екіпаж                     | 12 офіцерів, 98 матросів                                               | 12 офіцерів, 98 матросів                                               |
| Розміри                    |                                                                        |                                                                        |
| Довжина найбільша (по КВЛ) | 110,3 метра                                                            | 110,3 метра                                                            |
| Ширина корпусу найб.       | 10 метрів                                                              | 10 метрів                                                              |
| Середня осадка (по КВЛ)    | 9,4 метра                                                              | 9,4 метра                                                              |
| Водотоннажність надводна   | 5883 тонн                                                              | 5883 тонн                                                              |
| Силова установка           |                                                                        |                                                                        |
| Ядерний реактор S6G        |                                                                        |                                                                        |
| Озброєння                  |                                                                        |                                                                        |
| Торпедно- мінне озброєння  | 4х533-мм торпедні апарати                                              | 4х533-мм торпедні апарати                                              |
| Ракетне озброєння          | 12 вертикальних шахт, призначених для пусків ракет Harpoon і Tomahawk. | 12 вертикальних шахт, призначених для пусків ракет Harpoon і Tomahawk. |

«Сан-Хуан» (англ. USS San Juan (SSN-751)) — багатоцільовий атомний підводний човен, є 40-вим в серії з 62 підводних човнів типу «Лос-Анджелес», побудованих для ВМС США. Він став другим кораблем ВМС США з таким іменем, названий на честь міста Сан-Хуан, столиці та найбільшого міста Пуерто-Рико. Призначений для боротьби з підводними човнами і надводними кораблями противника, а також для ведення розвідувальних дій, спеціальних операцій, перекидання спецпідрозділів, нанесення ударів, мінування, пошуково-рятувальних операцій. Субмарина належить до третьої серії (Flight III) модифікації підводних човнів типу «Лос-Анджелес».

## Історія будівництва
Контракт на будівництво був присуджений 30 листопада 1982 року верфі Electric Boat компанії «General Dynamics Electric Boat», розташованої в місті Гротон, штат Коннектикут. Церемонія закладання кіля відбулася 9 серпня 1985 року. Спущений на воду 6 грудня 1986 року. Хрещеною матір'ю човна стала Шерріл Ернандес — дружина Віце-адмірала Дієго Ернандеса. Церемонія введення в експлуатацію відбулася 6 серпня 1988 року. Порт приписки Гротон, штат Коннектикут, субмарина входить до складу 12 ескадри підводних човнів.

## Історія служби
19 березня 1998 року біля узбережжя Лонг-Айленда, штат Нью-Йорк, підводний човен зіткнувся з підводним човном «USS Kentucky» (SSBN-737). Внаслідок зіткнення ніхто не постраждав.